# うすくち龍野醤油資料館

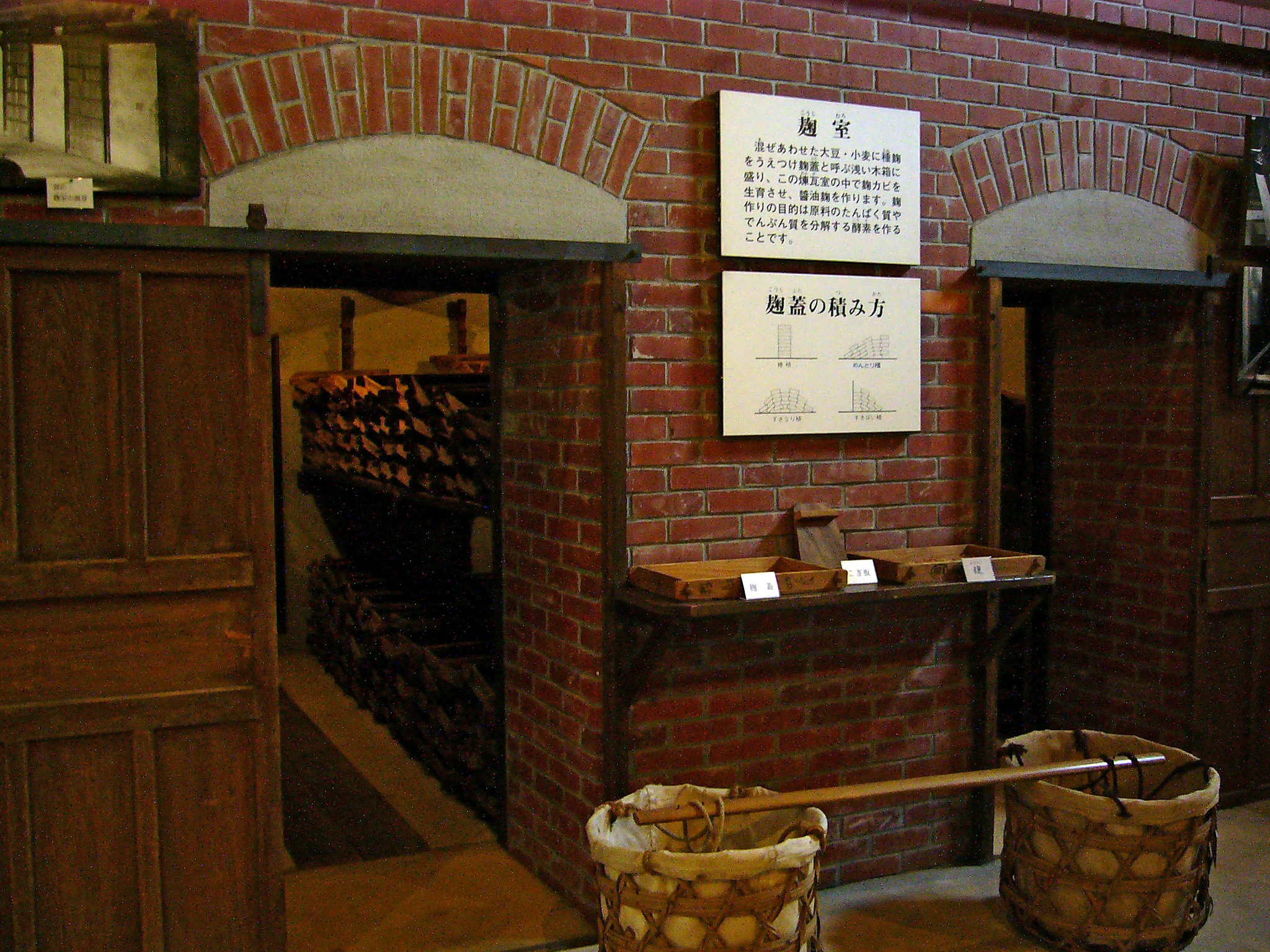
麹室（本館）

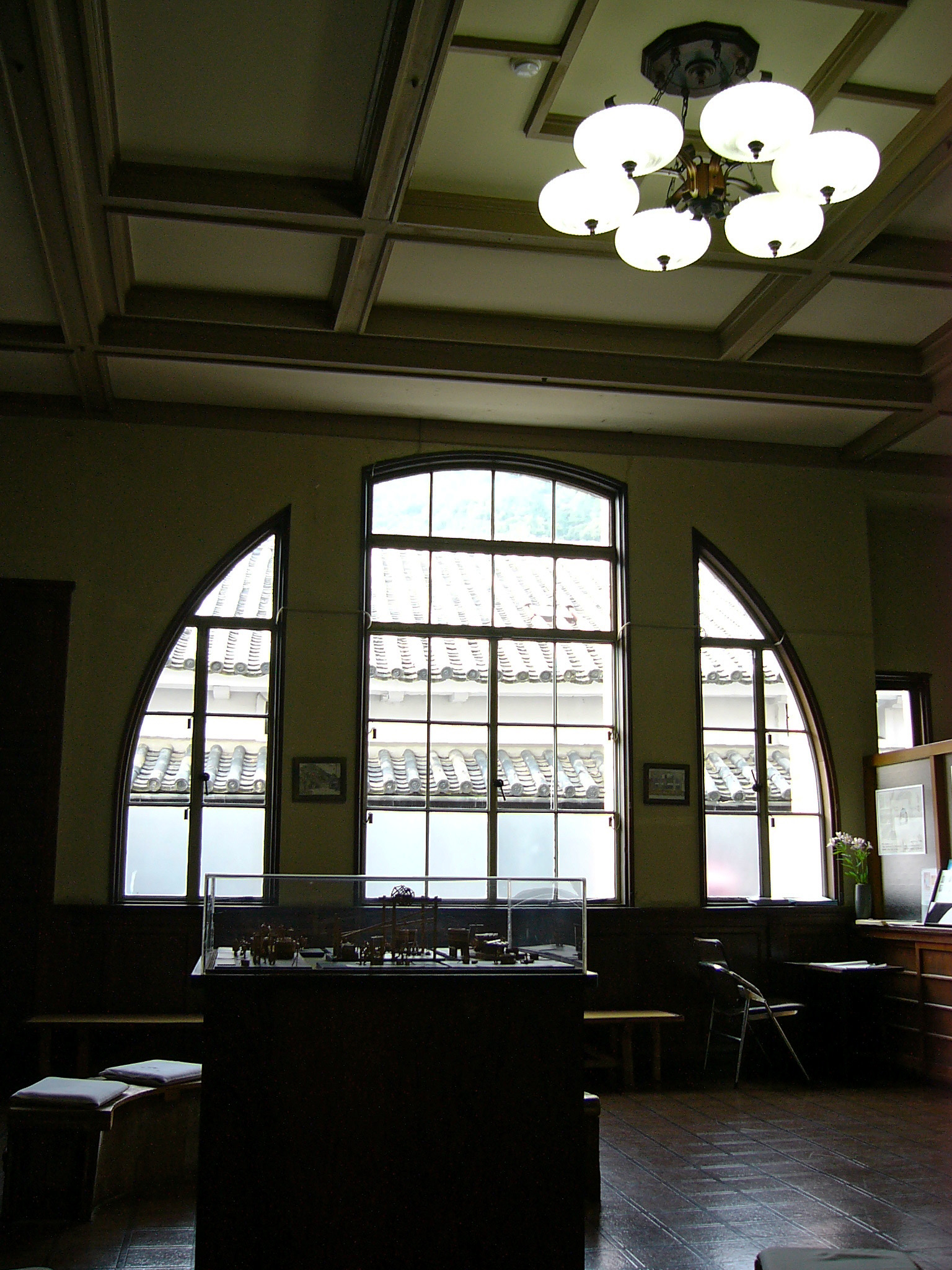
休憩室（本館）

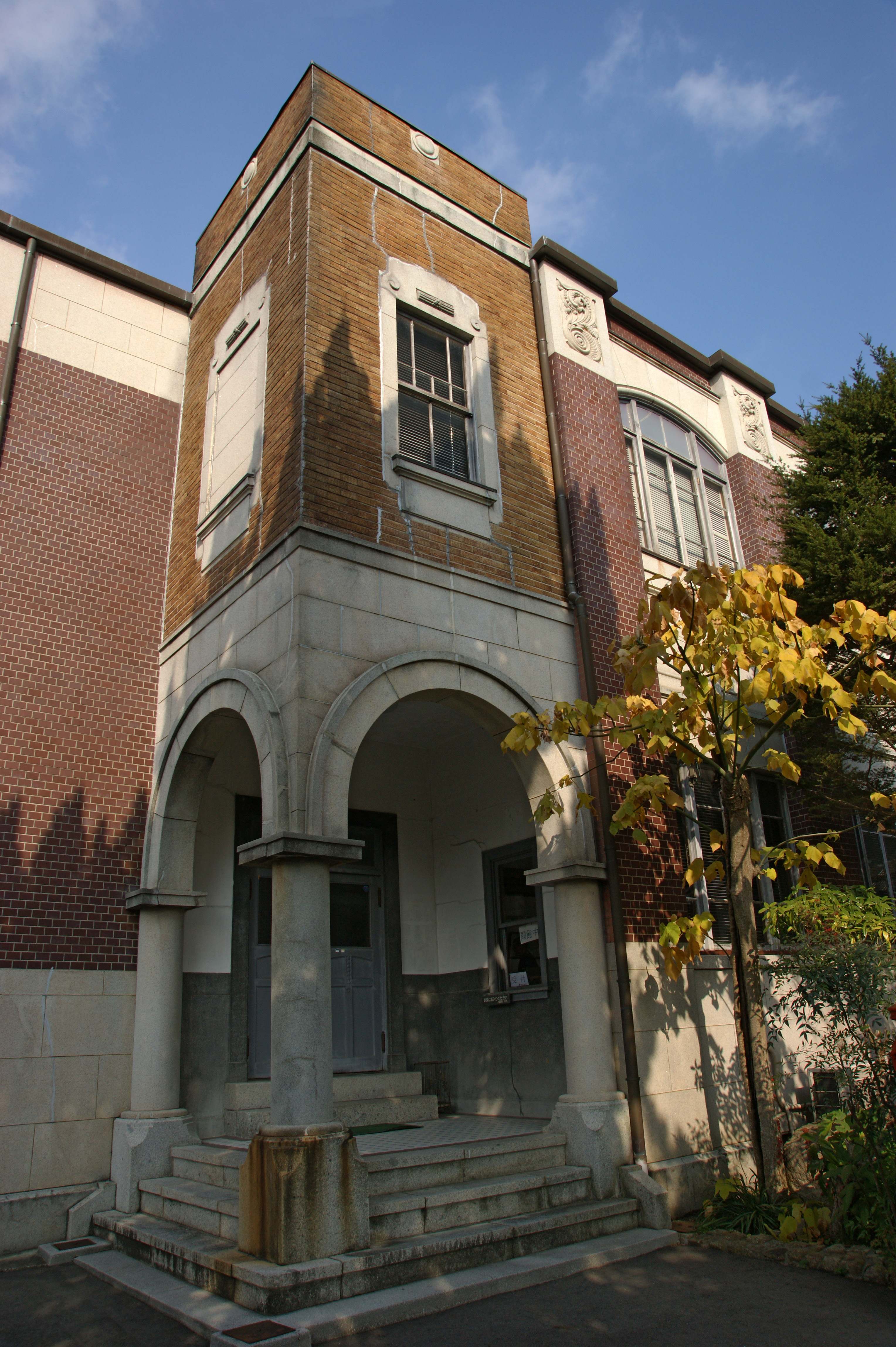
別館

うすくち龍野醤油資料館（うすくちたつのしょうゆしりょうかん）は、兵庫県たつの市にある博物館。世界初の醤油の博物館として1979年11月に開館した。

## 概要
本館は江戸時代から戦前までの、醤油作りに使われた道具類を展示して、当時の醤油造りの作業工程を紹介する。別館は、安土桃山時代に醤油造りが始まり、江戸時代初期に創案されたうすくち醤油によって栄えた龍野醤油の歴史を紹介する。別館の2階はギャラリーになっており、日本画家・山下摩起の作品を常設展示している。
博物館の建物は、本館が菊一醤油本社社屋として建てられた後ヒガシマル醤油の先代本社として使用され、徒歩2分の場所にある別館は先々代ヒガシマル醤油本社として使用された後に龍野醤油協同組合本館として使用されていたという歴史を持つ近代建築である。
本館と別館は共に平成19年度の県の景観形成重要建造物に指定され、2008年（平成20年）には国登録有形文化財（建造物）に登録された。

## 利用情報
- 開館時間 - 9時～17時（入館は16時30分まで）
- 休館日 - 月曜日（月曜が祝日の時は開館）
- 入場料 - おとな 10円  こども10円（別館と共通）
  - ひょうごっ子ココロンカードの利用対象施設になっている。

## 施設概要
- 竣工 - 本館：昭和初期、別館：1932年
- 所在地
  - 本館 - 〒679-4178 たつの市龍野町大手54-1（うすくち龍野醤油資料館）
  - 別館 - 〒679-4179 たつの市龍野町上霞城126（醤油の郷 大正ロマン館）
- 備考 - 兵庫県指定有形民俗文化財、国登録有形文化財（建造物）（本館）、兵庫県指定景観形成重要建造物（本館と別館）

## 交通アクセス
- JR 姫新線 本竜野駅 徒歩約15分
- JR 山陽新幹線 相生駅から車で約20分

## 周辺情報
- 龍野城
- たつの市立龍野歴史文化資料館
- 霞城館
- 矢野勘治記念館

## 関連文献
- 前田俊幸「龍野醤油資料館 淡口醤油の町-龍野の周辺」『日本釀造協會雜誌』第77巻第7号、日本釀造協会、1982年、459-460頁、doi:10.6013/jbrewsocjapan1915.77.459。